# Императорские общества Российской империи

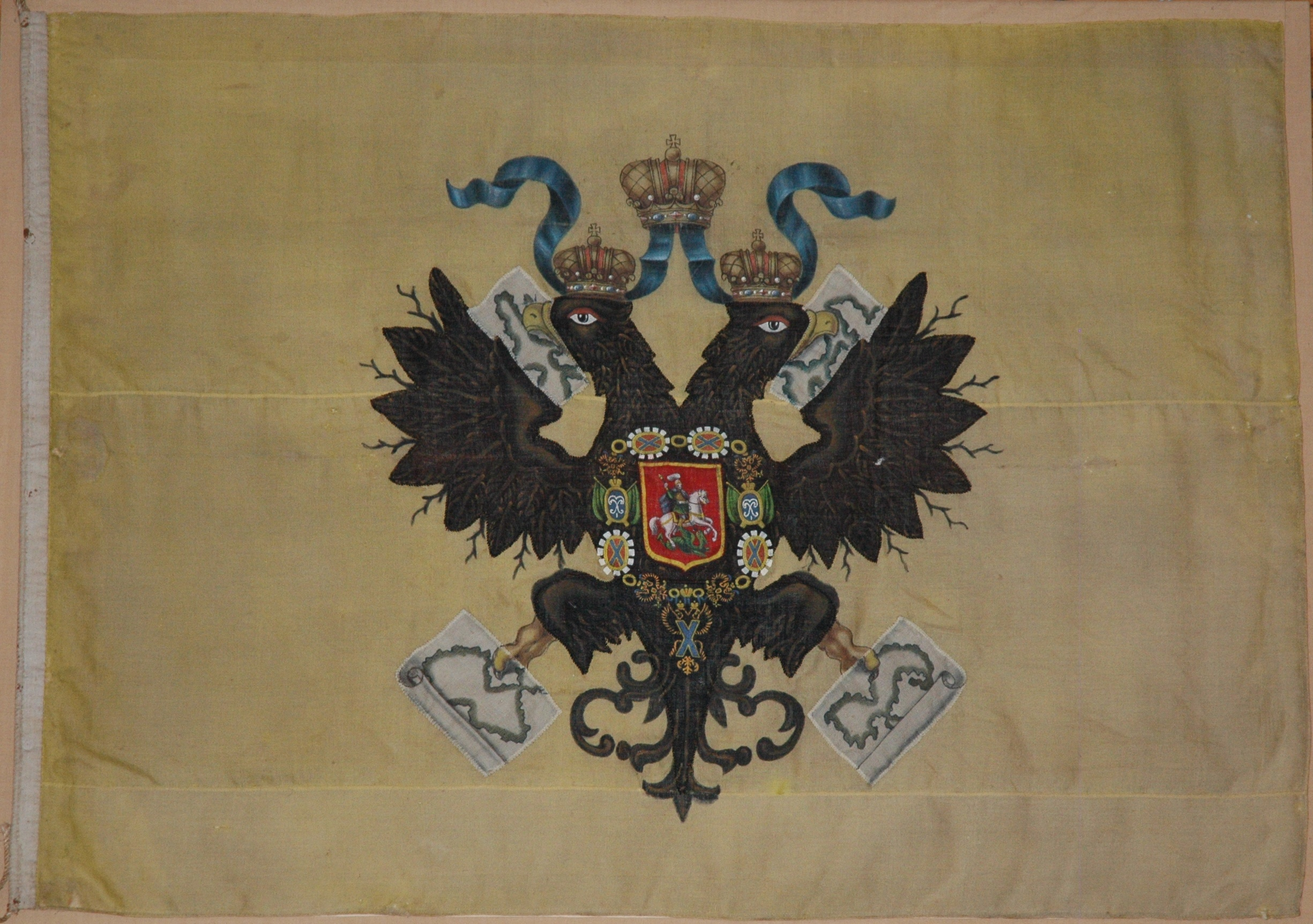
Императорский Штандарт

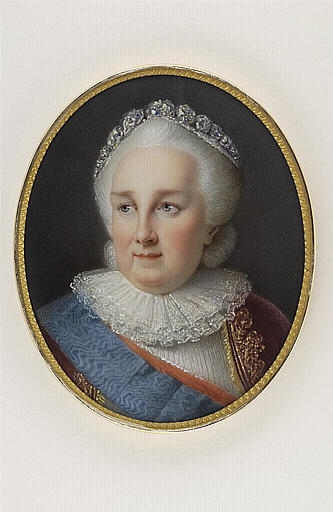
Екатерина II

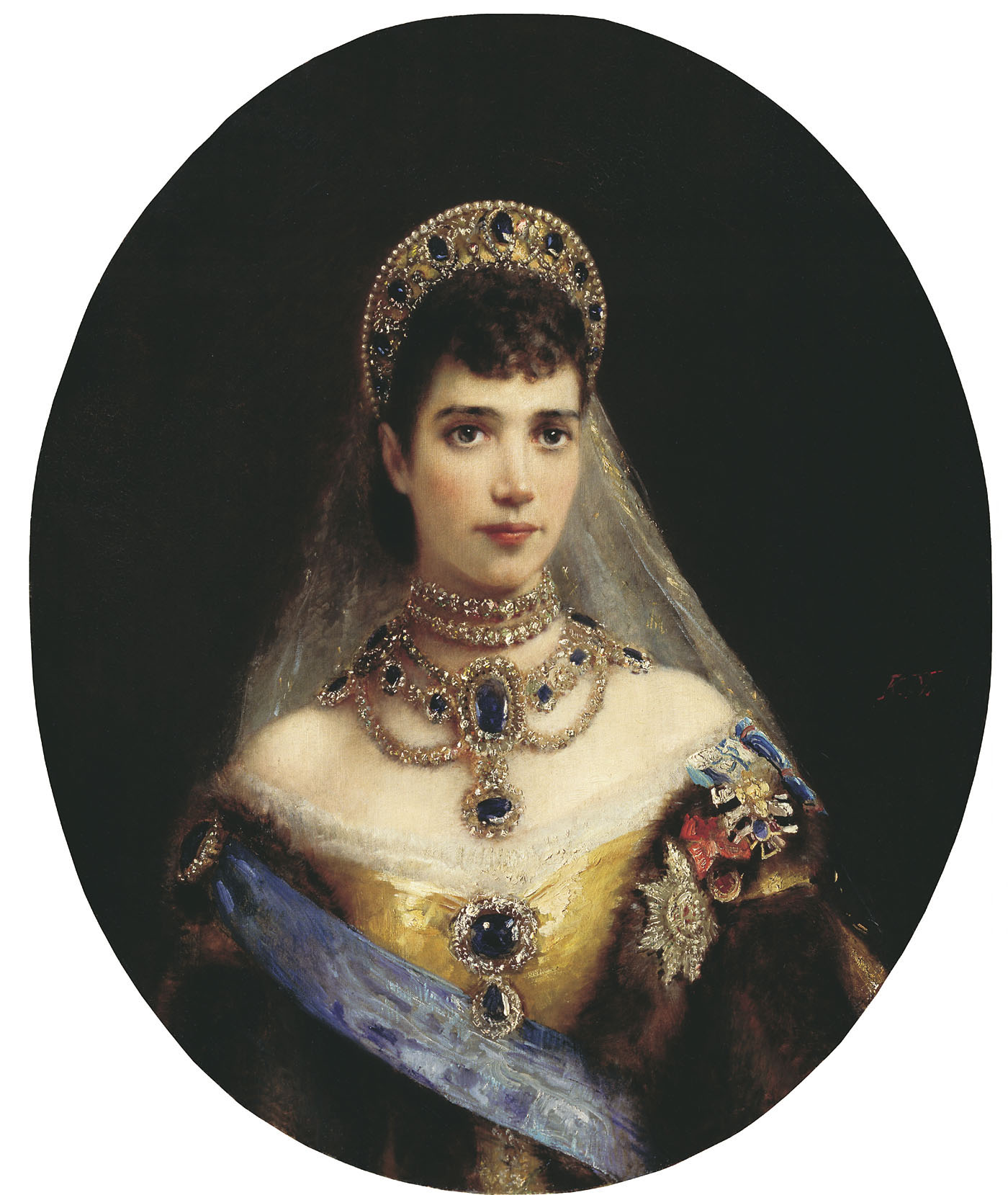
Императрица Мария Фёдоровна

Императорские общества — общее название общественных организаций, существовавших в Российской империи. Наименование «Императорское» присваивалось российским императором за заслуги перед Отечеством и сопровождалось шефством со стороны императорской семьи, но имелись и исключения, например, Российское общество Красного Креста находилось под августейшим покровительством государыни императрицы Марии Федоровны. С 1880 по 1917 годы императрица возглавляла Российское общество Красного Креста и лично внесла значительный вклад в его развитие.
Статус «Императорского» общества не был синонимом общероссийского или общенационального масштаба, например, Императорское женское патриотическое общество; с 1807 года стало именоваться «Императорским» Московское общество испытателей природы. Наименование «Русское» не отождествлялось с «Российским», а естественным образом происходило из понятия «русский народ» — титульной нации Российской Империи, и наряду «Русскими императорскими Обществами» существовали «Российские императорские общества», например:
- Императорское Российское автомобильное общество;
- Императорское российское общество садоводства;
- Императорское российское общество плодоводства;
- Императорское российское пожарное общество.

Наименование «общество» подчеркивает его общественный (демократический) и гражданский характер, что несомненно и существенным образом отличает его от понятий «организация» или «движение». Организации, как правило, более структурированы и дисциплинированы, а движения часто носят политический характер.
К числу первых императорских обществ относится Императорское Вольное экономическое общество, основанное в 1765 году с учетом опыта аналогичных европейских обществ. Императрица Екатерина II пожаловала Обществу свой личный герб и девиз — изображение улья и пчелы с надписью «Полезное» — и выделила средства на развитие.
Не всем «Русским обществам» в Российской Империи присваивалось наименование «Императорское»:
- Русское энтомологическое общество;
- Русское горное общество;
- Русское страховое общество.

Не все общества именовали себя «Русскими»:
- основанное в 1765 году Императорское Вольное экономическое общество;
- основанное в 1802 году Императорское человеколюбивое общество;
- основанное в 1820 году Императорское общество поощрения художеств;
- основанное в 1863 году Императорское общество любителей естествознания, антропологии и этнографии;
- основанное в 1873 году Императорское общество размножения охотничьих и промысловых животных и правильной охоты.

## Императорские русские общества
- Императорское Русское географическое общество основано в 1845 году, присвоено наименование «Императорское» в 1850 году;
- Императорское русское археологическое общество основано в 1864 году, «Императорское» с 1881 года;
- Императорское русское музыкальное общество основано в 1850 году, с 1868 года — именовалось «Императорским»;
- Императорское Русское общество акклиматизации животных и растений преобразовано в «Императорское» в 1864 году;
- Императорское русское театральное общество;
- Императорское Русское Техническое Общество основано в 1866 году, присвоено наименование «Императорское» в 1874 году;
- Императорское Русское историческое общество основано в 1866 году, присвоено наименование «Императорское» 24 ноября 1873 года;
- Русское императорское православное палестинское общество основано 21 мая 1882 года, с 1889 года — именовалось «Императорским»;
- Императорское русское общество птицеводства создано в 1886 году по личному указанию императора Александра III;
- Императорское Русское военно-историческое общество основано 7 (20) апреля 1907 года, в августе был утверждён его Устав, в конце сентября Николай II принял звание почётного председателя РВИО и позволил ему именоваться «Императорским».